# Fokker F50
Il Fokker 50 è un aereo di linea regionale biturboelica e monoplano ad ala alta prodotto dall'azienda aeronautica olandese Fokker tra il 1987 e il 1997.

## Storia del progetto
Dopo il Fokker F27, aereo di grande successo prodotto ininterrottamente dal 1958, nel 1983 la Fokker iniziò il progetto del Fokker 50. La ditta olandese decise che il nuovo aereo sarebbe stato frutto del miglioramento aerodinamico ed elettronico del Fokker F27 e del Fokker F28. La certificazione per il nuovo velivolo venne rilasciata dalle autorità olandesi nel 1987, dopo quattro anni di lavori. Il primo modello venne consegnato alla compagnia tedesca DLT. La produzione terminò nel 1996 con 213 aerei costruiti. All'agosto del 2006 risultava ancora operante un totale di 171 Fokker 50.

## Tecnica
Il Fokker 50 era strettamente progettato sulle forme del Fokker F27, ma con un numero maggiore di finestrini e un carrello anteriore dotato di due ruote. La fusoliera, le ali e l'impennaggio erano invece identici al Fokker F27. La differenza principale tra i due velivoli erano i motori: gli originali Royce-Royce Darts vennero sostituiti con due Pratt & Whitney dotati di eliche a 6 pale.

## Versioni

### Fokker 50
F27 Mark 050
Commercializzato come Fokker 50 (o talvolta indicato come Fokker 50-100), basato sull'F27 Mark 500 con due motori turboelica Pratt & Whitney Canada PW125B o PW127B con eliche a sei pale, sistemi e strumentazione del cockpit aggiornati, maggiore uso di struttura composita, raddoppiato il numero di finestrini, utilizzo di sistemi idraulici al posto di quelli pneumatici, aggiunta di controlli elettronici per i motore e per le eliche e un sistema elettronico di strumenti di volo (EFIS) e un sistema di allarme integrato.
F27 Mark 0502
Commercializzato come Fokker 50 (o talvolta indicato come Fokker 50-120), è uguale al 50-100 con layout interno riconfigurato e cambio del tipo di uscite di emergenza anteriori. Ne sono stati costruiti sei (due per la Royal Netherlands Air Force, due per la Republic of Singapore Air Force e due per la Royal Brunei Air Force). MSN 20280 costruito nel 1993 è stato dotato di motori PW125B e un'APU (assente in tutti gli altri).

### Fokker 60
F27 Mark 0604
Commercializzato come Fokker 60, uguale allo 0502 con una maggiore lunghezza della fusoliera (1,02 m davanti all'ala e 0,80 m dietro), maggiore peso massimo al decollo e introduzione di una grande porta di carico nella parte anteriore destra della fusoliera. Equipaggiato con due motori turboelica Pratt & Whitney PW127B. Ne sono stati costruiti solo quattro esemplari, originariamente tutti per la forza aerea olandese e poi venduti nel 2010 alla marina peruviana.

## Utilizzatori
Al gennaio 2022, dei 213 esemplari consegnati, 108 sono operativi. Il Fokker F50 non è più in produzione, tutti i velivoli ordinati sono stati consegnati.

### Civili
Gli utilizzatori sono:
- Amapola Flyg (11 esemplari)
- Silverstone Air (10 esemplari)
- Skyward Express (8 esemplari)
- Leading Edge (6 esemplari)
- Karun Airlines (5 esemplari)
- Alliance Airlines (4 esemplari)
- Jetways Airlines (4 esemplari)
- Air Panama (3 esemplari)
- flyCAA (3 esemplari)
- GCA Airlines (3 esemplari)
- Jubba Airways (3 esemplari)
- MAYAir (3 esemplari)
- Bluebird Aviation (2 esemplari)
- Freedom Airline Express (2 esemplari)
- Gomair (2 esemplari)
- Rudufu (2 esemplari)
- Sky Capital Cargo (2 esemplari)
- Taftan Airlines (2 esemplari)
- Aero-Pioneer Group (1 esemplare)
- ATSA Airlines (1 esemplare)
- Blue Bird Aviation (1 esemplare)
- Buffair Services (1 esemplare)
- Eldinder Aviation (1 esemplare)
- Kush Aviation (1 esemplare)
- Maandeeq Air (1 esemplare)
- Mongolian Airways (1 esemplare)
- Ocean Airlines (1 esemplare)
- Som Express Airways (1 esemplare)
- Sudan Airways (1 esemplare)
- Tarco Air (1 esemplare)

### Governativi
Gli utilizzatori sono:
 Indonesia
- Indonesian National Police

1 esemplare.
 Tanzania
- Government of Tanzania

1 esemplare.
 Thailandia
- Royal Thai Police

1 esemplare.

### Militari
Gli utilizzatori sono:
 Perù
- Marina de Guerra del Perú

2 F50 MPA acquisiti nel 2014. Uno dei due esemplari in organico, con un contratto stipulato con l'israeliana Elta Systems nel 2018, è stato configurato ed equipaggiato con eguipaggiamenti SIGINT di origine israeliana tra il 2020 e il 2023.
 Singapore
- Singapore Air Force

9 esemplari
 Taiwan
- Taiwan Air Force

3 esemplari.